# 負の世界遺産
負の世界遺産（ふのせかいいさん）とは、世界遺産のうち、人類が犯した悲惨な出来事を伝え、そうした悲劇を二度と起こさないための戒めとなる物件を指す、日本国内での用語である。ユネスコが公式にそのような分類をしているわけではなく、明確な定義は存在しない。
また、英語での定訳もなく、Legacy of Tragedy と訳す者がいる一方で、簡潔に英訳することの困難さも指摘されており、少なくとも2010年代初頭まではこうした分類が世界遺産委員会の審議で特筆されることもなかった。

## 範囲
世界遺産の関連書では、主に登録理由の一部ないし全部が平和への希求や人種差別の撤廃などの歴史と密接に結びついている物件が挙げられている。物件によってはその多面的な要素から、正の遺産とも負の遺産とも位置付けられる可能性も指摘されている。例えば、「海商都市リヴァプール」は大英帝国の繁栄を伝える物件として登録されたものであり、世界遺産の関連書などでも負の遺産と位置付けられてはいないが、その発展と繁栄が黒人奴隷を商品とする三角貿易で形成されたという側面に注目し、「負の遺産」と位置付ける見解なども存在する。
いわゆる「負の世界遺産」の場合、世界遺産登録基準（6）を含むか、それのみが適用されて登録されているのが一般的である。
- (6) 顕著で普遍的な意義を有する出来事、現存する伝統、思想、信仰または芸術的、文学的作品と直接にまたは明白に関連するもの（この基準は他の基準と組み合わせて用いるのが望ましいと世界遺産委員会は考えている）。

ただし、独立記念館、リラ修道院、ランス・オ・メドーなども基準（6）のみで登録されているが、一般に負の世界遺産とは見なされていない。このように基準（6）が適用されている物件がただちに負の世界遺産といえるわけではないが、基準に付けられた但し書きの存在によって、現在では基準（6）のみを理由として推薦できるのは、負の遺産に分類されうる物件だけとも言われている。
なお、上でも述べたように、世界遺産登録理由で直接強調されていなくとも、その物件の負の側面に注目して「負の世界遺産」と位置づけられることがあり、その場合には基準（6）を含んでいないことがある。この点、下に掲げるリストも参照のこと。

## 登録の歴史
世界遺産条約に基づき世界遺産が登録されるようになったのは、第2回世界遺産委員会（1978年）からである。その年に登録された最初の世界遺産12件の中に、「負の世界遺産」とされる「ゴレ島」が含まれていた。
翌年には、「アウシュヴィッツ強制収容所」と「ヴォルタ州、グレーター・アクラ州、セントラル州、ウェスタン州の城塞群」が登録された。なお、前者の登録については、類似物件の登録を今後制限する旨の付帯決議が盛り込まれた。
1980年の第4回世界遺産委員会で基準（6）のみで登録することの是非が議題に上り、基準（6）のみの登録自体が、特に負の遺産とは位置付けられていない「ヘッド-スマッシュト-イン・バッファロー・ジャンプ」（1981年）、「リラ修道院」（1981年）、「プエルトリコのラ・フォルタレサとサンフアン国定史跡」（1983年）の3件の後、一時的に途絶えた。
次に基準（6）のみで登録されたのは原爆ドーム（1996年）だが、その登録に際して委員会は紛糾し、中国は日本以外のアジア諸国の被害を過小評価しようとすることに利用されることへの懸念を示し、アメリカ合衆国も日本の「友人」としての立場を主張しつつも、戦争遺跡を世界遺産に含めることには否定的な見解を示した。このときの決議は、あくまでも平和希求の象徴として評価に基づいており、評価基準の適用に当たっては「戦争」との関連は直接的に示されていない。
そして、この件を境に基準（6）は他の基準との併用を原則とする旨の条件付けがなされたが、その条件付けはロベン島の登録（1999年）にあたって早速問題になった。事前審査を行ったICOMOSは基準（6）について顕著な普遍的価値を認めたものの、同時に提案されていた基準（3）については否定的評価を下したからである。ICOMOSは基準（3）をご都合主義的に盛り込むことに難色を示していたが、委員会の審議は、基準（3）も適用することで決着した。
その後、基準（6）の但し書きは上記のように表現が若干緩和されたが、ロベン島の登録以降で基準（6）のみによって登録されたのは、ボスニア・ヘルツェゴビナ初の世界遺産となった「モスタル旧市街の古い橋の地区」とモーリシャス初の世界遺産となった「アープラヴァシ・ガート」のみである（2010年の第34回世界遺産委員会終了時点）。これらは後掲のリストの通り、負の遺産に分類されることがある。

## 教育
負の世界遺産には明確な定義はなく、稲葉信子などは自身が使用することに否定的な見解を示している。その一方で、教育現場などでは一定の意義を有する用語だとも指摘している。過去には私立中学の入試問題でも、負の世界遺産に関する問題が出題された。

## 負の世界遺産の例
負の世界遺産に公式な定義や分類が存在しない以上、何を負の遺産と見なすかについては論者によって異なる。以下では、世界遺産の関連文献で負の遺産と位置付けられるか、それに準ずる負の教訓を含む物件と分類されているものを登録年順に挙げる。
| 画像 | 登録名                                                                         | 国名                     | 基準            | 概要 |
| ---- | ------------------------------------------------------------------------------ | ------------------------ | --------------- | --- |
|      | ゴレ島                                                                         | セネガル                 | (6)             | 奴隷貿易の拠点となった島。 |
|      | アウシュヴィッツ＝ビルケナウ ナチス・ドイツの強制絶滅収容所（1940年 - 1945年） | ポーランド               | (6)             | ナチス・ドイツがユダヤ人を虐殺した強制収容所。                                                                                     |
|      | ヴォルタ州、グレーター・アクラ州、セントラル州、ウェスタン州の城塞群           | ガーナ                   | (6)             | 奴隷貿易の拠点となった要塞が複数含まれる。                                                                                         |
|      | キルワ・キシワニとソンゴ・ムナラの遺跡群                                       | タンザニア               | (3)             | 牢獄の遺跡などを含む。 |
|      | カルタヘナの港、要塞、歴史的建造物群                                           | コロンビア               | (4)(6)          | 南米各地で略奪された先住民の財宝の積出港となった。                                                                                 |
|      | ポトシ市街                                                                     | ボリビア                 | (2)(4)(6)       | その過酷な労働から「人を食う山」と恐れられた銀鉱山の下で発達した町。2014年に「危機にさらされている世界遺産」に登録された。         |
|      | トリニダとロス・インヘニオス渓谷                                               | キューバ                 | (4)(5)          | 奴隷の監視塔などが残るサトウキビ農園跡とその繁栄で築かれた建造物群が残る。                                                         |
|      | ソロヴェツキー諸島の文化的・歴史的建造物群                                     | ロシア                   | (4)             | ソロヴェツキー修道院はソ連時代に強制収容所に転用されていた歴史を持つ。                                                             |
|      | 原爆ドーム（広島平和記念碑）                                                   | 日本                     | (6)             | 広島への原爆投下で辛うじて残った広島県産業奨励館の残骸。核兵器の悲惨さを伝えている。                                               |
|      | ロベン島                                                                       | 南アフリカ共和国         | (3)(6)          | 人種隔離政策に反対した人達が収容された島。                                                                                         |
|      | ザンジバル島のストーン・タウン                                                 | タンザニア               | (2)(3)(6)       | 東アフリカにおける奴隷貿易の拠点。                                                                                                 |
|      | バーミヤン渓谷の文化的景観と古代遺跡群                                         | アフガニスタン           | (1)(2)(3)(4)(6) | 重要な巡礼地であったことから、度重なる攻撃を受けた。                                                                               |
|      | クンタ・キンテ島と関連遺跡群                                                   | ガンビア                 | (3)(6)          | ゴレ島とともに奴隷貿易の拠点となった。                                                                                             |
|      | 海商都市リヴァプール                                                           | イギリス                 | (2)(3)(4)       | 奴隷を含む三角貿易で栄えた港。再開発のため2021年に登録が抹消された。                                                               |
|      | モスタル旧市街の古い橋の地区                                                   | ボスニア・ヘルツェゴビナ | (6)             | 民族・宗教対立によって破壊された橋。内戦終結後に再建された平和と共存の象徴でもある。                                               |
|      | アープラヴァシ・ガート                                                         | モーリシャス             | (6)             | 奴隷制度に代わる「契約移民労働」制度が始められた場所。地球規模での労働者の移動の先駆的な例という肯定的評価もなされている。         |
|      | ル・モーンの文化的景観                                                         | モーリシャス             | (3)(6)          | 脱走した奴隷たちが自由を求めて戦った場所。                                                                                         |
|      | ビキニ環礁の核実験場跡                                                         | マーシャル諸島           | (4)(6)          | 繰り返し行われた核実験により地域汚染を引き起こしたほか、1954年3月1日の核実験では多数の漁船や島民が放射性降下物（死の灰）を浴びた。 |
|      | オーストラリアの囚人遺跡群                                                     | オーストラリア           | (4)(6)          | かつて大英帝国が築いた刑務所などの建造物群。                                                                                       |